# Myrtle Beach Pavilion
Myrtle Beach Pavilion est un ancien parc d'attractions situé à Myrtle Beach, en Caroline du Sud, aux États-Unis. Son accès était libre et les attractions étaient payantes de manière indépendantes. Le parc existe actuellement sous le nom de Family Kingdom et la plupart des manèges ont été remplacés.

## Histoire
Le premier bâtiment était une structure en bois sans étage attaché au premier hôtel de Myrtle Beach, le Seaside Inn (démoli depuis). Ce premier bâtiment a été utilisé comme annexe et lieu de rassemblement pour des invités de l'hôtel. Il brûle en 1920 et est remplacé par un autre pavillon en bois en 1925. En 1944 ce deuxième bâtiment brûle à son tour. Il faudra attendre 1948 pour que la compagnie reconstruise un nouveau bâtiment, mais cette fois-ci avec des murs de béton armé, le premier de la sorte le long de la grande rive. Elle survécu à l'ouragan Hazel, qui fit des ravages en 1954 sur le front de mer de Myrtle Beach. Ce bâtiment reste en service jusqu'à ce qu'il soit démoli vers la fin 2006.
Le développement progressif du parc d'attractions du côté Ouest du boulevard commença en 1948 quand un carnaval itinérant jouant au Tobacco Festival attire l'attention de Burroughs & Chapin. Un accord est signé, et le carnaval cessa de voyager, et s'implante directement à l'ouest de éléments existant.
En 1950, Burroughs & Chapin achètent la Central Amusement Company et ajoutent 14 attractions au parc.
Deux éléments du parc d'attractions ont été identifiés pour leur signification historique : Le carrousel de Herschell-Spillman date de 1912. Alors que la plupart des carrousels comportent un assortiment des chevaux, celui-ci a la particularité d'être composé d'une vraie ménagerie, comprenant des grenouilles, des lions, des autruches, des zèbres, des girafes, des coqs et même des dragons. 
Le Baden Band Organ a été construit à Waldkirch, en Allemagne, par A. Ruth & Sohn. L'orgue a été présenté la première fois à l'Exposition universelle de 1900, à Paris. Après l'exposition, il a été déplacé de villes en villes, en Europe sur un chariot tiré par une équipe de six chevaux. Il a 400 tuyaux différentes, 98 clefs et fonctionne toujours avec le système de carton perforé restituant des airs dont la plupart ont été composés il y a plus de 50 ans.
Les propriétaires du parc, Burroughs et Chapin, annoncèrent peu avant le début de la saison 2006 quelle serait la dernière pour le parc.

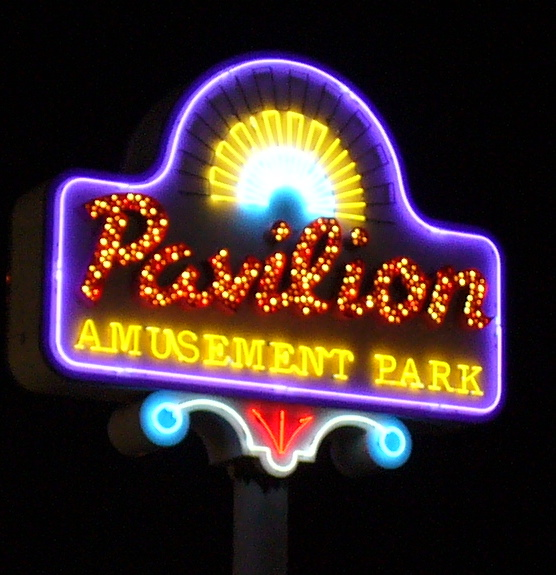
Enseigne lumineuse du parc.

Le parc ferme ses portes au public le 24 septembre 2006. Une journée spéciale fut organisée le 30 septembre 2006 afin de permettre à quelques personnes de participer au "Last Ride event".
La saison d'adieu fut extrêmement populaire et le parc vu même ses bénéfices à la hausse. Plusieurs personnes exprimèrent leur tristesse ou leur colère de voir ce lieu disparaitre par le biais de chansons. Des pétitions furent également signées dans le but de sauver le parc mais Burroughs et Chapin n'avais pas d'autres choix que de fermer, à cause principalement de l'instabilité financière de leur affaire.
Peu de temps après l'annonce de la fermeture du parc, la construction de Hard Rock Park fut annoncé à Myrtle Beach. Celui-ci, après avoir été racheté car il n'était pas rentable, ferma également ses portes.
Le carrousel historique et l'orgue, ainsi que quelques autres attractions furent relocalisés à Broadway at the Beach dans un mini parc nommé Pavilion Nostalgia Park et qui ouvrit en juillet 2007. Le parcours scénique Haunted Hotel et le parcours de montagnes russes en bois Hurricane furent quant à eux démolis.

## Les attractions

### Les montagnes russes

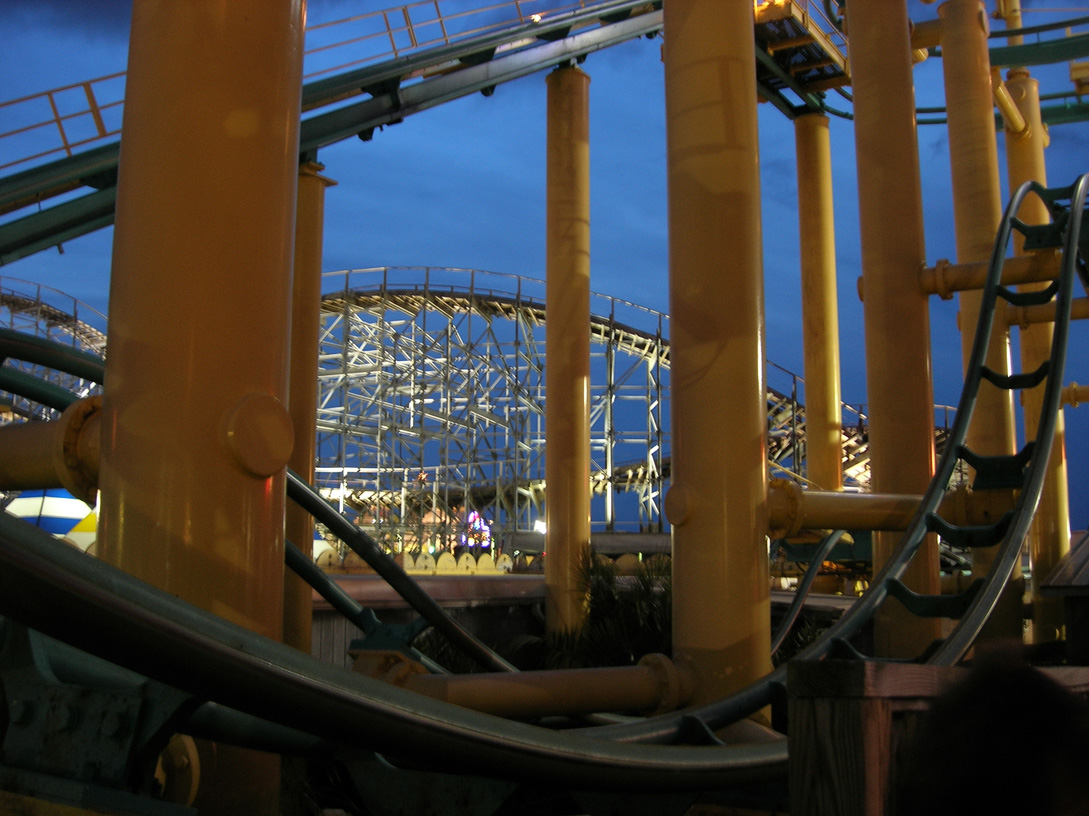
Mad Mouse devant et Hurricane en arrière-plan.

| Nom                   | Type                      | Constructeur                    | Année d'ouverture | Année de fermeture |
| --------------------- | ------------------------- | ------------------------------- | ----------------- | ------------------ |
| Comet Jr.             | Montagnes russes en bois  | National Amusement Devices (en) | 1951              | 1966 - 1970        |
| Corkscrew             | Montagnes russes en métal | Arrow                           | 1978              | 6 septembre 1999   |
| Galaxi                | Montagnes russes en métal | S.D.C.                          | -                 | 1997               |
| Hurricane: Category 5 | Montagnes russes en bois  | Custom Coasters International   | 6 mai 2000        | 30 septembre 2006  |
| Little Eagle          | Montagnes russes en métal | Mack Rides                      | 1986              | 30 septembre 2006  |
| Mad Mouse             | Wild Mouse                | Arrow                           | 1998              | 30 septembre 2006  |

### Les attractions aquatiques
- Log Flume - Bûches de Arrow Dynamics
- The Hydro-Surge - Rivière rapide en bouées

### Les autres attractions
- Atlantic Speedway - Balade en voiture
- Calypso - Manège de Mack Rides
- Carousel - Carrousel de Herschell-Spillman
- Caterpillar - Manège de Mack Rides
- Enterprise - Enterprise de Huss Rides
- Frog Hopper - Frog Hopper
- Go Karts - Parcours de karting
- Haunted Hotel - Parcours scénique
- Motorcycles - Manège de Hampton Rides
- Pirate - Bateau à bascule de Huss Rides
- Rainbow - Rainbow de Huss Rides
- Scrambler - Scrambler de Eli Bridge Company
- Sleigh Ride -
- Starship 3000 - Manège de Wisdom Industries
- Super Skooter - Autos-tamponneuses
- Tilt-A-Whirl - Tilt-A-Whirl de Sellner Manufacturing
- Top Spin - Top Spin de Huss Rides
- Train - Train pour enfants
- Treasure Hunt - Parcours scénique
- Tubs-O-Fun - Manège de Hampton Rides
- Wave Swinger - Chaises volantes de Zierer
- Wipeout - Wipeout de Chance Rides